# میروسلاو تیرش

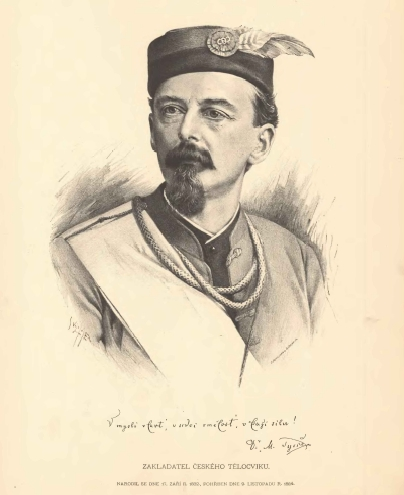
پرتره توسط یان ویلیمک

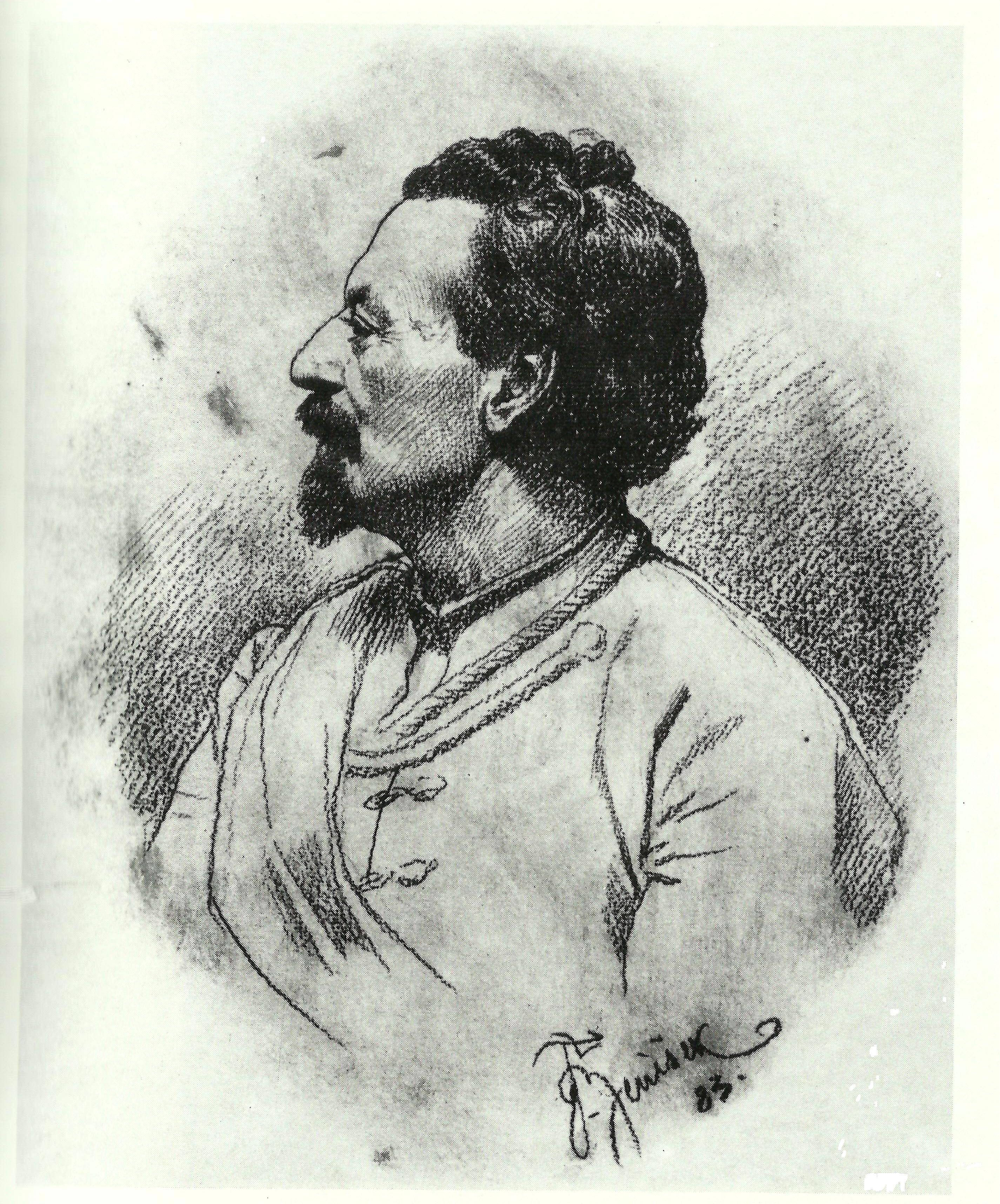
پرتره توسط فرانتیشک ژنیشک

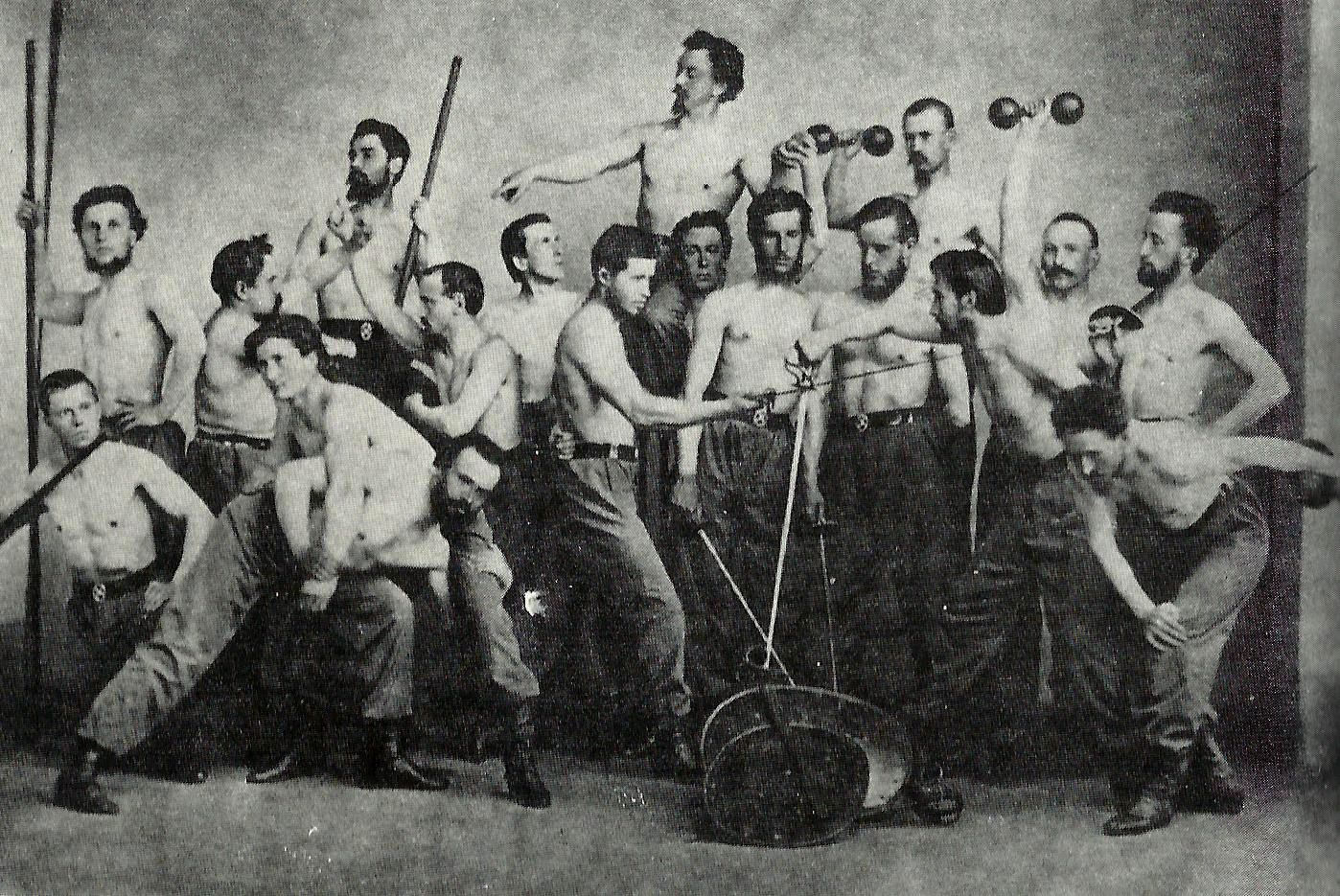
تیرش در حال ژست گرفتن با دیگر اعضای باشگاه سوکول

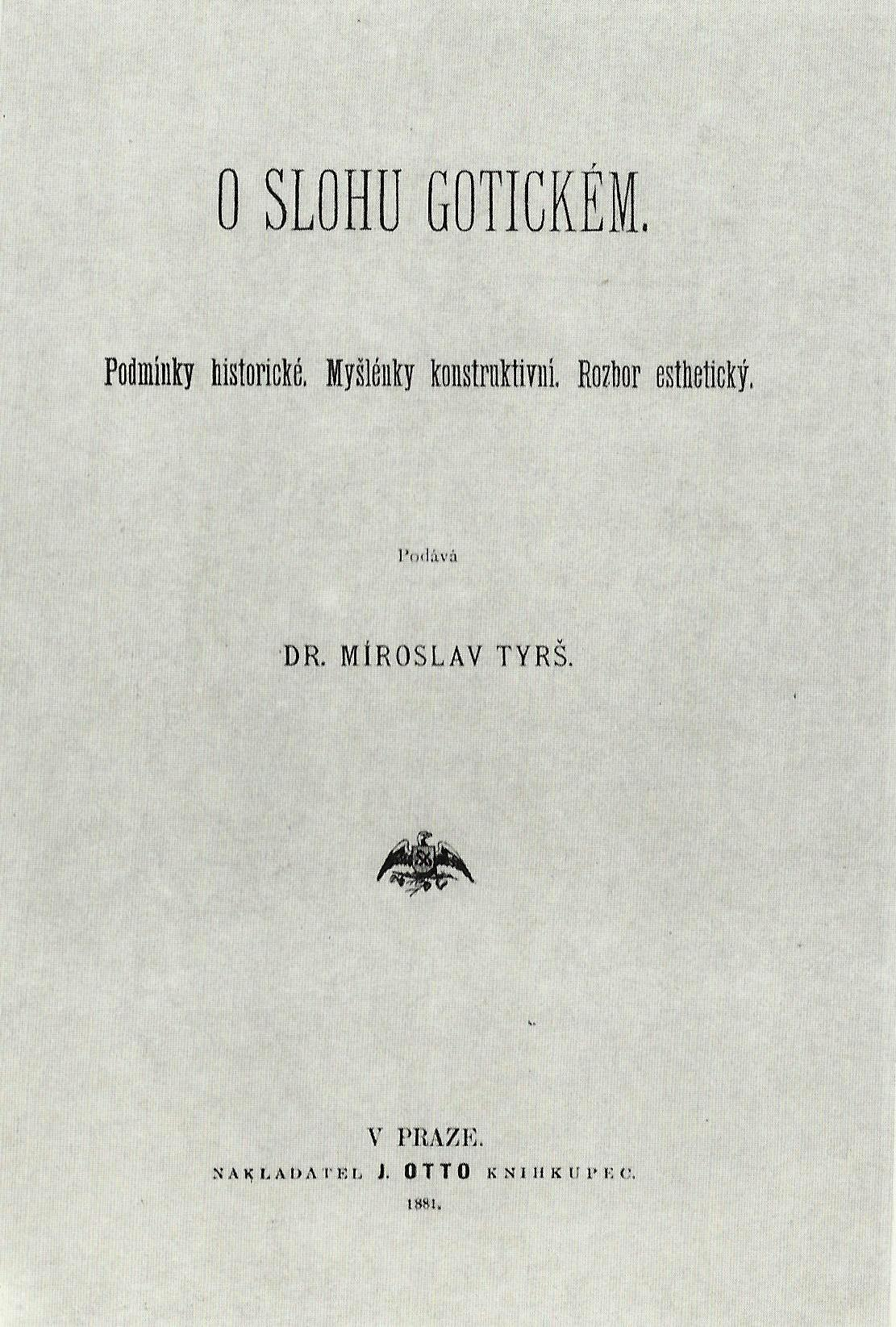
سبک گوتیک در سال ۱۸۸۱ منتشر شد

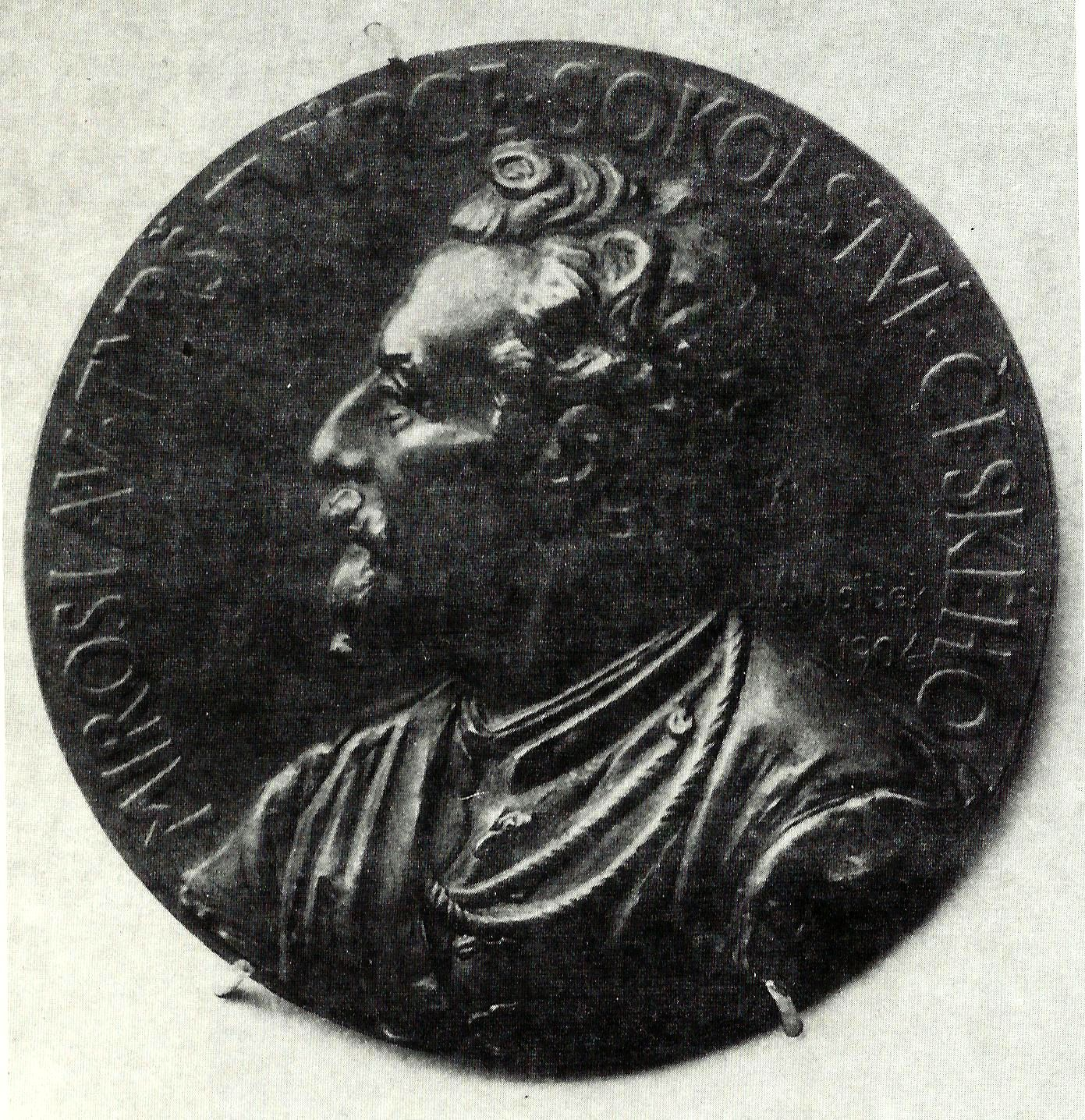
مدال برنز توسط یوزف واسلاو میسلبک (۱۹۰۴)

میروسلاو تیرش (متولد فریدریش امانوئل تیرش، در چک: Bedřich Tyrš؛ ۱۷ سپتامبر ۱۸۳۲–۸ اوت ۱۸۸۴) فیلسوف اهل چک، مورخ هنر، سازمان‌دهنده ورزش و همراه با جیندریش فوگنر از بنیانگذاران جنبش سوکول بود.

## اوایل زندگی
میروسلاو تیرش، با نام اصلی فردریش امانوئل تیرش، فرزند یک پزشک آلمانی بود کهدر دچین به دنیا آمد. خانواده به دوبلینگ در نزدیکی وین نقل مکان کردند. آنجا پدر، مادر و دو خواهرش بر اثر بیماری سل درگذشتند و میروسلاو در سن شش سالگی یتیم شد. او توسط عموی خود که اهل چک بود، در کروپاتشووا وروتیتسه در نزدیکی ملادا بلسلاو بزرگ شد و در جامعهٔ چک جذب شد.
در سال ۱۸۴۴، تیرش همراه با نه دانشمند دیگر، تمرینات بدنی را با R. Stephany انجام داد. او در ژیمناستیک در مالا استرانا، پراگ تحصیل کرد و امتحان نهایی خود را به زبان چک در سال ۱۸۵۰ گذراند. در حالی که دانش‌آموزان مجبور بودند در امتحانات زبان آلمانی شرکت کنند، تیرش اصرار داشت که امتحان را به زبان چک بدهد تا موضعی میهن‌پرستانه و طرفدارانه نسبت به چک داشته باشد.
او به عنوان یک پسر ۱۶ ساله در جریان انقلاب ۱۸۴۸ در خیابان‌های پراگ جنگید و سپس به کلاه شلیک شده خود افتخار کرد. او همچنین نام مسیحی خود را ابتدا به Bedřich (نسخه چکی فردریش) و سپس به شکل اسلاوی میروسلاو تغییر داد. او در سال ۱۸۶۰ مدرک دکترای فلسفه را گرفت. رسالهٔ او به فلسفهٔ آرتور شوپنهاور می‌پردازد. او مقالات فلسفی را به اولین دایرةالمعارف چک – Riegrův Slovník naučný، «کتاب مرجع» فرانتیشک ریگر، ارائه کرد. پس از ناکامی در کسب شغل آکادمیک، پراگ را ترک کرد تا به عنوان معلم خصوصی برای پسران یک تاجر در نووی یاچیموف در نزدیکی برون کار کند.